# Tenčo Banev
Tenčo Ludmilov Banev (in bulgaro Тенчо Лудмилов Банев?; Haskovo, 14 agosto 1980) è un ex cestista bulgaro.

## Carriera
Con la Bulgaria ha disputato due edizioni dei Campionati europei (2005, 2011).

## Palmarès
- Campionato bulgaro: 8

Academic Sofia: 2002-03, 2003-04, 2007-08, 2008-09, 2010-11, 2011-12, 2012-13, 2014-15
- Coppa di Bulgaria: 7

Academic Sofia: 2002, 2003, 2004, 2008, 2011, 2012, 2013